# Епархия Пенеду
Епархия Пенеду (лат. Dioecesis Penedensis) — епархия Римско-католической церкви c центром в городе Пенеду, Бразилия. Епархия Пенеду входит в митрополию Масейо. Кафедральным собором епархии Пенеду является собор Пресвятой Девы Марии Розария.

## История
10 февраля 1962 года Римский папа Бенедикт XV издал буллу Catholicae Ecclesiae cura, которой учредил епархию Пенеду, выделив её из епархии Алгоаса (сегодня — Архиепархия Масейо). В этот же день епархия Пенеду вошла в архиепархию Олинды (сегодня — Архиепархия Олинды-и-Ресифи).
13 февраля 1920 года епархия Пенеду вошла в митрополию Масейо.
10 февраля 1962 года епархия Пенеду передала часть своей территории новой епархии Палмейра-дуз-Индиуса.

## Ординарии епархии
- епископ Jonas de Araújo Batinga (28.01.1918 — 30.07.1940);
- епископ Fernando Gomes dos Santos (9.01.1943 — 1.02.1949) — назначен епископом епархии Аракажу (сегодня — Архиепархия Аракажу);
- епископ Felix César da Cunha Vasconcellos (30.03.1949 — 3.04.1957) — назначен вспомогательным епископом архиепархии Флорианополиса;
- епископ José Terceiro de Sousa (9.11.1957 — 24.03.1976);
- епископ Constantino José Lüers (24.03.1976 — 26.01.1994);
- епископ Valério Breda (30.07.1997 — по настоящее время).

## Источник
- Annuario Pontificio, Libreria Editrice Vaticana, Città del Vaticano, 2003, ISBN 88-209-7422-3
- Булла Catholicae Ecclesiae cura, AAS 8 (1916), стр. 169  (лат.)